# توني لانج
توني لانج (بالإنجليزية: Tony Lange)‏ (10 ديسمبر 1964 في المملكة المتحدة - ) هو لاعب كرة قدم بريطاني في مركز حراسة المرمى. لعب مع تشارلتون أثلتيك ونادي بورتسموث ونادي توركي يونايتد ونادي فولهام ووست بروميتش ألبيون ووولفرهامبتون واندررز ونادي ألدرشوت ونادي تشيلتنهام تاون لكرة القدم.

## وصلات خارجية
- توني لانج على موقع قاعدة بيانات كرة القدم.إي يو (الإنجليزية)
- توني لانج على موقع Soccerbase.com (لاعب) (الإنجليزية)